# Android Ice Cream Sandwich
Android 4.0 - 4.0.4 "Ice Cream Sandwich" é uma versão do sistema operacional Android desenvolvida pela Google. Foi lançado 18 de outubro de 2011, com a compatibilidade com o NFC, contador de uso de dados e uma nova interface.

## Easter Egg
O Easter Egg no Android foi do Nyan Cat, que na época era o meme da internet, apos pressionar três vezes no "versão do android" aparecia o Logo da Android em formal de pixel, pressionado o Android, começava uma animação do nyan cat porém o Android era o Nyan Cat.

## Mudanças

### v4.0 - v4.0.2 (API 14)
| Versão | Data de lançamento     | Características |
| ------ | ---------------------- | --- |
| 4.0    | 18 de outubro de 2011  | - Refinamentos importantes na interface "Holo" com a nova família de fontes Roboto; - Os botões virtuais do Android 3.x agora estão disponíveis para uso em telefones; - Separação de widgets em uma nova guia, listada de maneira semelhante aos aplicativos; - Pastas mais fáceis de criar, com um estilo de arrastar e soltar; - Correio de voz visual aprimorado com a capacidade de acelerar ou desacelerar as mensagens do correio de voz; - Funcionalidade de pinçar para aplicar zoom no calendário; - Captura de tela integrada (realizada pressionando os botões liga / desliga e diminuir volume); - Correção de erros aprimorada no teclado; - Capacidade de acessar aplicativos diretamente da tela de bloqueio; - Funcionalidade de copiar e colar aprimorada; - Melhor integração de voz e ditado de voz para texto contínuo e em tempo real; - Desbloqueio facial, um recurso que permite aos usuários desbloquear aparelhos usando Sistema de reconhecimento facial; - Sincronização automática do navegador com os favoritos dos usuários do Chrome; - A seção Uso de dados nas configurações permite que os usuários definam avisos quando se aproximam de um determinado limite de uso e desabilitam o uso de dados quando o limite é excedido; - Capacidade de fechar aplicativos da lista de aplicativos recentes com um toque; - Aplicativo de câmera aprimorado com atraso zero do obturador, configurações de lapso de tempo, modo panorama e capacidade de zoom durante a gravação; - Editor de fotos integrado; - Novo layout da galeria, organizado por local e pessoa; - Atualizou o aplicativo "Pessoas" com integração de rede social, atualizações de status e imagens de alta resolução; - Android Beam, um recurso de Comunicação por campo de proximidade (NFC) que permite a troca rápida e de curto alcance de favoritos da web, informações de contato, direções, vídeos do YouTube e outros dados; - Suporte para o formato de imagem WebP; - Aceleração de hardware da IU; - Wi-Fi Direct; - Gravação de vídeo 1080p para dispositivos Android padrão; - Android VPN Framework (AVF) e módulo de kernel TUN (mas não TAP). Antes do 4.0, o software VPN exigia um dispositivo Android com acesso root. |
| 4.0.1  | 19 de outubro de 2011  | - Pequenos bugs corrigidos para o Samsung Galaxy Nexus. |
| 4.0.2  | 28 de novembro de 2011 | - Correção de pequenos bugs no Verizon Galaxy Nexus, cujo lançamento nos EUA foi adiado posteriormente até dezembro de 2011. |

### v4.0.3 - v4.0.4 (API 15)
| Versão | Data de lançamento     | Características |
| ------ | ---------------------- | --- |
| 4.0.3  | 16 de dezembro de 2011 | - Inúmeras correções de bugs e otimizações; - Melhorias em gráficos, bancos de dados, verificação ortográfica e funcionalidade Bluetooth; - Novas APIs para desenvolvedores, incluindo uma API de fluxo social no provedor de contatos; - Aprimoramentos do provedor de calendário; - Novos aplicativos de câmera que aprimoram a estabilização de vídeo e a resolução QVGA (320×240); - Refinamentos de acessibilidade, como acesso aprimorado ao conteúdo para leitores de tela. |
| 4.0.4  | 28 de março de 2012    | - Melhorias de estabilidade; - Melhor desempenho da câmera; - Rotação de tela mais suave; - Melhor reconhecimento do número de telefone. |